# Нынекское (сельское поселение)
Нынекское — упразднённое муниципальное образование со статусом сельского поселения в Можгинском районе Удмуртии Российской Федерации.
Административный центр — село Нынек.
Образовано 1 января 2005 года в результате реформы местного самоуправления, предшественник — Нынекский сельсовет.
25 июня 2021 года упразднено в связи с преобразованием муниципального района в муниципальный округ.

## Географические данные
Находится на юге района, граничит:
- на севере и северо-востоке с Нышинским сельским поселением
- на юге с Граховским районом
- на западе с Кизнерским районом

По территории поселения протекают реки: Умяк, Нынек, Мокшурка, Вишурка и Вала.

## История
До революции территория сельского поселения входила в состав Васильевской волости Елабужского уезда. В 1921 году при образовании Вотской АО, Васильевская волость отошла в состав Можгинского уезда. В 1924 году в результате укрупнения волостей и сельсоветов на территории Троцкой волости Можгинского уезда (в состав которой отошла Васильевская волость) было образовано несколько сельсоветов, в том числе Вишурский сельсовет с административным центром в деревне Вишур. Через четыре года в январе 1928 года административный центр был переведён в село Нынек, но название сельсовета сохранялось до февраля 1941 года. В результате административно-территориальной реформы 1929 года, сельсовет вошёл в состав Граховского района, а в 1935 году при образовании Бемыжского района передан в его состав. 27 ноября 1956 года Бемыжский район упразднён и Нынекский сельсовет передан в состав Можгинского района. 29 сентября 1959 года из Новоошмесского сельсовета переданы деревни: Красноперовка, Мултанка, Ольховка и Сосмак. В 2004 году Нынекский сельсовет был переименован в Нынекское сельское поселение.

## Население
Из 1131 человек проживавших в 2008 году, 193 — пенсионеры и 281 — дети и молодёжь до 18 лет. 82 человек работали в бюджетной сфере и 15 человек были зарегистрированы безработными.

## Населенные пункты
| Название      | Тип населённого пункта       | Население, 2008 год         | Почтовый индекс             | ОКАТО                       |
| ------------- | ---------------------------- | --------------------------- | --------------------------- | --------------------------- |
| Нынек         | Село, административный центр | 567                         | 427778                      | 94 235 845 001              |
| Вишур         | Деревня                      | 7                           | 427778                      | 94 235 845 002              |
| Давкино       | Деревня                      | 96                          | 427778                      | 94 235 845 003              |
| Ерошкино      | Деревня                      | 76                          | 427778                      | 94 235 845 004              |
| Малый Кармыж  | Деревня                      | 95                          | 427778                      | 94 235 845 005              |
| Решетниково   | Деревня                      | 136                         | 427778                      | 94 235 845 006              |
| Сосмак        | Деревня                      | 153                         | 427778                      | 94 235 845 007              |
| Мокшур        | Нежилая деревня с 1967 года  | Нежилая деревня с 1967 года | Нежилая деревня с 1967 года | Нежилая деревня с 1967 года |
| Краснопёровка | Нежилая деревня с 1978 года  | Нежилая деревня с 1978 года | Нежилая деревня с 1978 года | Нежилая деревня с 1978 года |
| Мултанка      | Нежилая деревня с 1978 года  | Нежилая деревня с 1978 года | Нежилая деревня с 1978 года | Нежилая деревня с 1978 года |
| Ольховка      | Нежилая деревня с 1978 года  | Нежилая деревня с 1978 года | Нежилая деревня с 1978 года | Нежилая деревня с 1978 года |